# Heping (Shenyang)
Heping (chinesisch 和平区, Pinyin Hépíng Qū) ist ein Stadtbezirk der Unterprovinzstadt Shenyang im Norden der chinesischen Provinz Liaoning. Er hat eine Fläche von 59,93 km² und zählt 730.785 Einwohner (Stand: Zensus 2020).

## Administrative Gliederung
Auf Gemeindeebene setzt sich Heping aus 13 Straßenvierteln zusammen. Diese sind:
| Straßenviertel Bajing (八经街道); Straßenviertel Beishichang (北市场街道); Straßenviertel Changbai (长白街道); Straßenviertel Hunhewan (浑河湾街道); Straßenviertel Hunhe Zhanxi (浑河站西街道); Straßenviertel Jixian (集贤街道); Straßenviertel Maluwan (马路湾街道); | Straßenviertel Nanhu (南湖街道); Straßenviertel Nanshichang (南市场街道); Straßenviertel Shenshuiwan (沈水湾街道); Straßenviertel Taiyuanjie (太原街街道); Straßenviertel Xinhua (新华街道); Straßenviertel Xita (西塔街道). |